# (7134) Ikeuchisatoru
(7134) Ikeuchisatoru est un astéroïde de la ceinture principale.

## Description
(7134) Ikeuchisatoru est un astéroïde de la ceinture principale. Il fut découvert le 24 octobre 1993 à Oizumi par Takao Kobayashi. Il présente une orbite caractérisée par un demi-grand axe de 2,42 UA, une excentricité de 0,18 et une inclinaison de 12,0° par rapport à l'écliptique.

## Compléments